# The Famous 1938 Carnegie Hall Jazz Concert
Pour les articles homonymes, voir Carnegie Hall (homonymie).
Clip vidéo
[vidéo] « Sing, Sing, Sing, version 12 min », sur YouTube
The Famous 1938 Carnegie Hall Jazz Concert (l'Exceptionnel concert de jazz du Carnegie Hall de 1938) est un concert historique  unique de deux heures et demie, du big band Jazz & Swing du jazzman clarinettiste Benny Goodman (surnommé à partir de ce concert « The King of Swing » le Roi du Swing) du 16 janvier 1938, au Carnegie Hall de Manhattan à New York. Diffusé en direct sur la radio américaine CBS, ainsi qu'en double album Live at Carnegie Hall tardif  de 1950, il est unanimement considéré par la critique comme un des concerts historiques de big band jazz les plus emblématiques de l'histoire du jazz, de l'Ère du Jazz, du Swing, et de la culture des États-Unis. 

## Historique

### Concert de 1938
À la suite du succès de 1937 du film musical Hollywood Hotel de Busby Berkeley, avec le big band de Benny Goodman, ce concert légendaire a lieu à guichet fermé, dans la soirée du 16 janvier 1938, sur la scène Isaac Stern de 2760 spectateurs assis, du temple du spectacle américain, de l'intersection des septième Avenue et 57e Rue de Manhattan à New York (siège historique de l'Orchestre philharmonique de New York, institutionnellement dédié à des concerts élitistes new-yorkais de musique classique). 

Carnegie Hall de Manhattan à New York
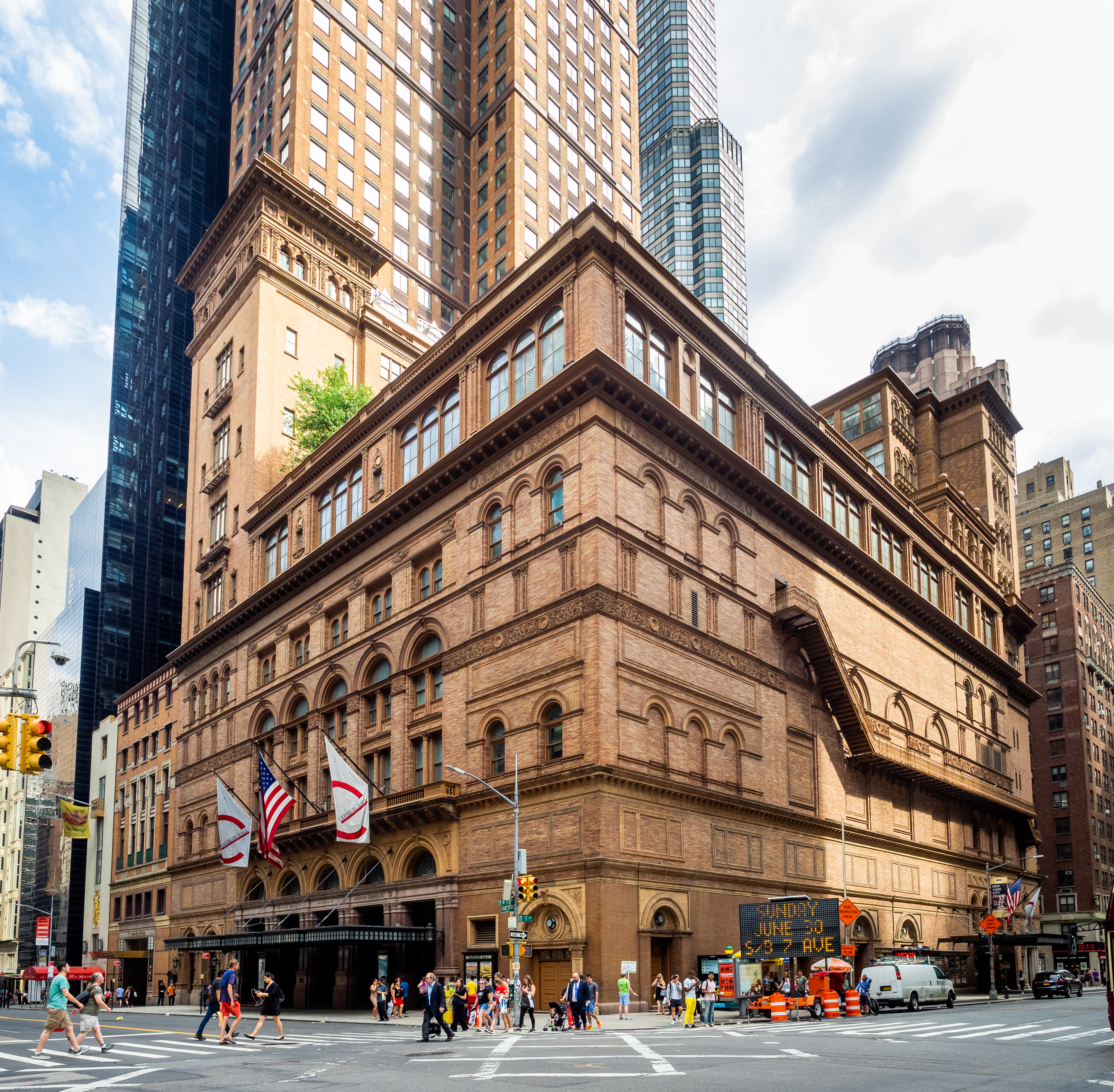
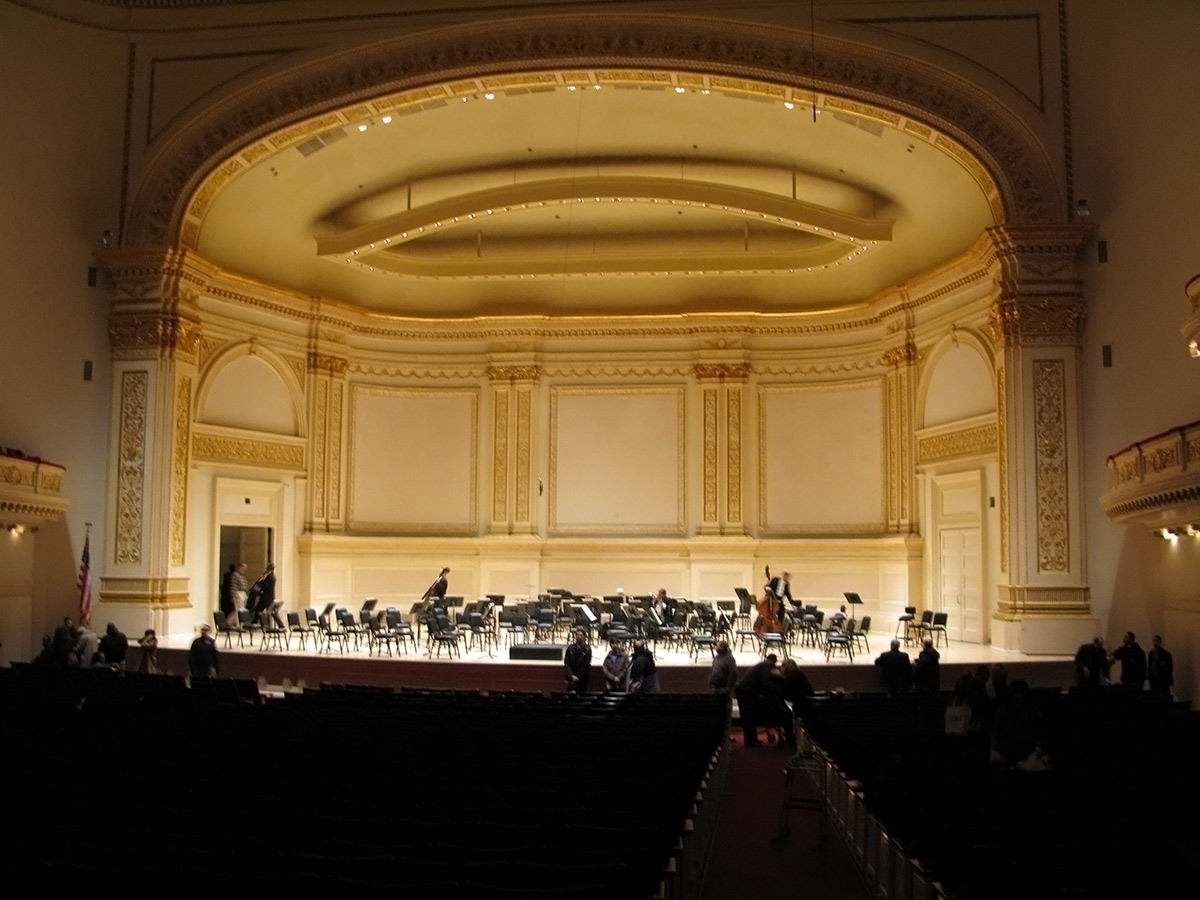
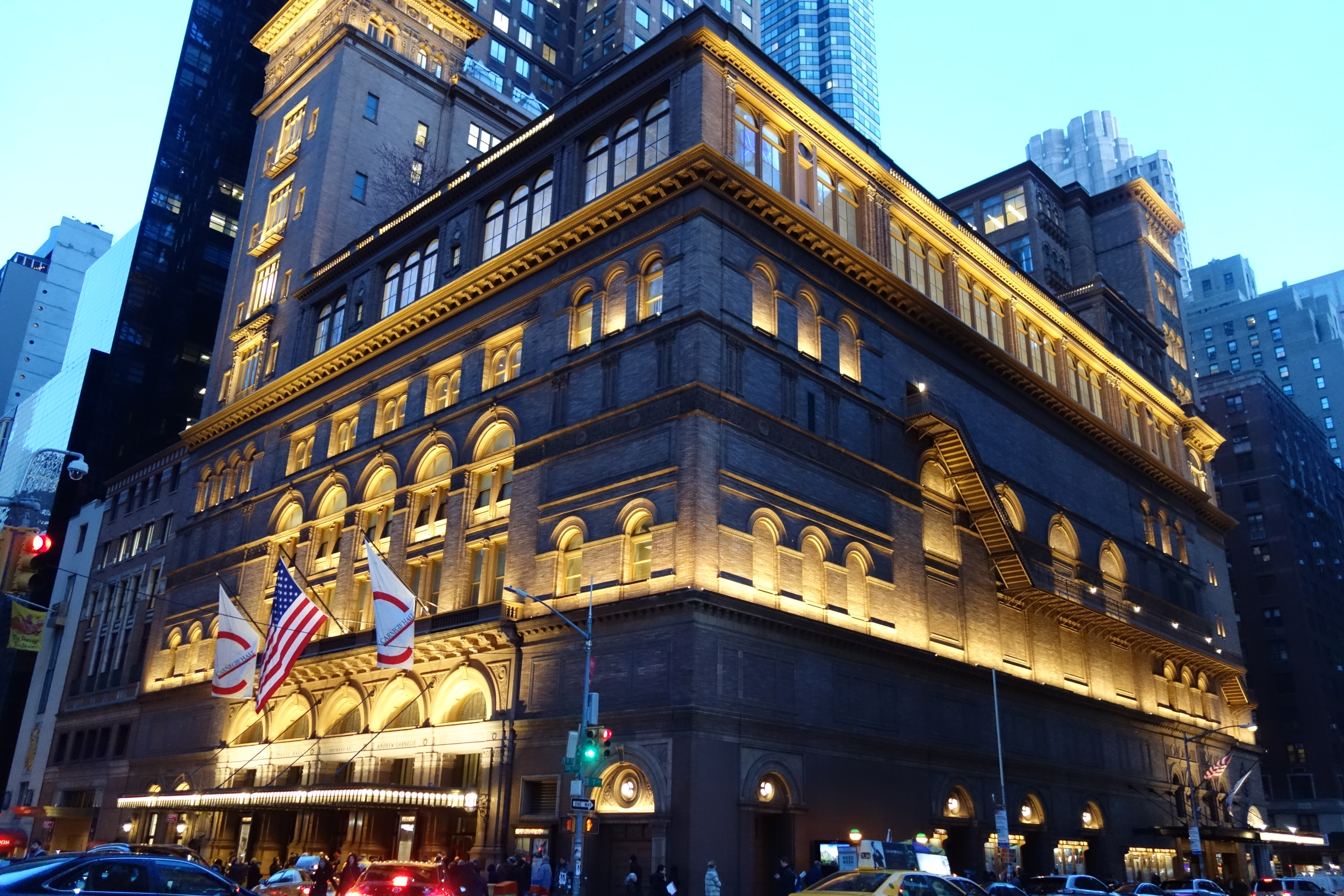

Benny Goodman cite « J’ai fait beaucoup de bruit et cela a réveillé tout le monde... ». « L'excitation était dans l'air, avec une tension presque électrique » selon le critique musicale Olin Downes du The New York Times. Le triomphe médiatique de ce concert  historique flamboyant de 2h30, de standard de jazz joués par le big band de Benny Goodman (alors âgé de 29 ans, et au sommet de sa carrière) composé pour l’occasion d'une trentaine de stars du jazz de l'époque (dont des membres éminents des big band de Count Basie et de Duke Ellington) avec en particulier Count Basie et Teddy Wilson au piano, Lester Young au saxophone, Lionel Hampton au vibraphone, avec des solos enflammés d'anthologie de batterie de Gene Krupa..., le tout diffusé et enregistré en direct par téléphone par la radio américaine CBS-Brunswick Records, est exceptionnel et sans précédent. 

Big band Jazz & Swing de Benny Goodman
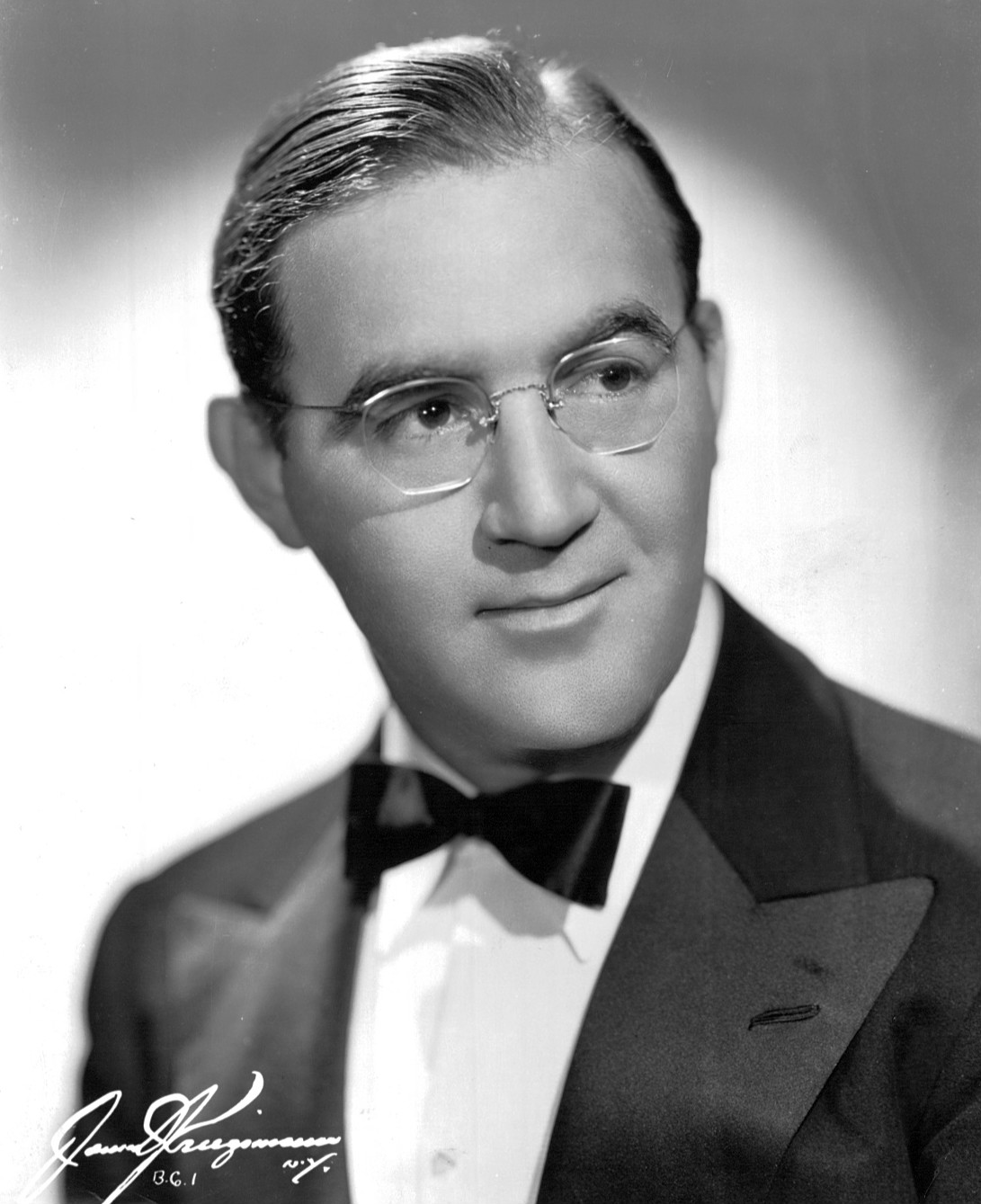
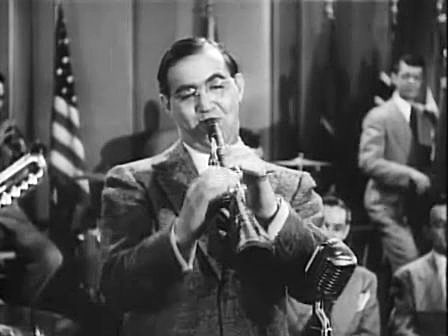
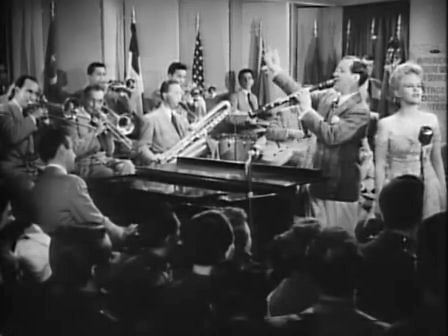

Conclu entre autres par des versions rallongées de I Got Rhythm de George Gershwin, ou version flamboyante mythique de 12 min et 30 s de Sing, Sing, Sing (With a Swing) de Louis Prima (rejouée en rappel), ce concert propulse Benny Goodman et son big band dans la légende internationale de l'histoire du jazz, du swing, et de la culture des États-Unis , et sacre Benny Goodman « The King of Swing » (le Roi du Swing). 

### Album Live de 1950
La commercialisation des enregistrements lives du concert (un des premiers avec trois micros en tout) réalisés par Albert Marx (producteur de disque Brunswick Records-CBS) est bloquée jusqu'en 1947 par la Cour suprême des États-Unis, en raison de la grande complexité juridique à résoudre la question des droits contractuels de la répartition des importants revenus générés par le grand nombre de participants du big band, et des divers partenaires du concert.
En 1950 Benny Goodman retrouve des copies d'enregistrement (oubliées un temps durant la Seconde Guerre mondiale, et par son importante carrière de jazzman) dans son appartement du 1155 Park Avenue de New York. Il les fait publier 12 ans après le concert, par son producteur John Hammond, et par George Avakian chez Columbia Records en double album live Long play SL-160 (un des premiers doubles albums de l'histoire de la musique) et par une série de neuf 45 tours, vendus au nombre record des hit-parade à plus de 1 million d'exemplaires dans le monde, qui participent au succès international de sa carrière et de celles de ses participants. Des masters en aluminium de l’intégralité du concert (de qualité supérieur aux précédents) sont miraculeusement retrouvés en 1998 dans les archives de CBS, édités et réédités en double CD numériques en 1998, 2002, et 2006,.
En 1975, l'album reçoit le Grammy Hall of Fame Award. En 2003, il est inscrit au registre national des enregistrements (National Recording Registry) de la bibliothèque du Congrès à Washington.

## Membres du big band jazz de Benny Goodman
| The Benny Goodman Orchestra - Benny Goodman : chef d'orchestre big band - clarinette - George Koenig, Arthur Rollini, Babe Russin, Hymie Shertzer : saxophone - Chris Griffin, Ziggy Elman, Harry James : trompette - Red Ballard, Vernon Brown : trombone - Jess Stacy, Teddy Wilson : piano - Lionel Hampton : vibraphone - Allan Reuss : guitare - Harry Goodman : contrebasse - Gene Krupa : batterie - Martha Tilton : chant | Musiciens invités supplémentaires - Count Basie : piano - Lester Young : saxophone ténor - Johnny Hodges : saxophone alto - Harry Carney : saxophone baryton - Cootie Williams, Buck Clayton : trompette - Bobby Hackett : cornet à pistons - Freddie Green : guitare - Walter Page : contrebasse |

## Double album live de 1950
| Disque 1 - Face A - Don’t Be That Way 4:23 - One O'Clock Jump (en) 6:38 - Sensation Rag 1:19 - I'm Coming Virginia 2:07 - When My Baby Smiles at Me 0:50 - Shine 1:03 - Blue Reverie 3:18 - Life Goes to a Party 4:15 | Disque 1 - Face B - Honeysuckle Rose 13:55 - Body and Soul 3:23 - Avalon 4:16 - The Man I Love 3:26 | Disque 2 - Face A - I Got Rhythm 5:09 - Irving Berlin 3:18 - Loch Lomond 2:58 - Blue Room 2:42 - Swingtime in the Rockies 2:30 - Bei Mir Bist Du Shein 4:00 - China Boy 4:53 | Disque 2 - Face B - Stompin' at the Savoy 5:51 - Dizzy Spells 5:44 - Sing, Sing, Sing 12:08 - Big John's Special 3:48 |